# Luis Vallenilla
Luis José Vallenilla Pacheco (ur. 13 marca 1974 w Caracas) – wenezuelski piłkarz występujący najczęściej na pozycji obrońcy. Od 2008 roku zawodnik Mineros, grającego w Primera División de Venezuela.

## Kariera klubowa
Vallenilla jest wychowankiem Trujillanos. W latach 1998–2004 grał w innych wenezuelskich klubach: Caracas i Deportivo Táchira. W 2004 roku na krótko wyjechał do Argentyny, gdzie występował w Olimpo Bahía Blanca. Zanim wrócił do ojczyzny, był też zawodnikiem ekwadorskiej Cuency. Po powrocie do Wenezueli podpisał kontrakt z Mineros, a później zaliczył też występy w UA Maracaibo. W latach 2007–2008 reprezentował barwy cypryjskiej Salaminy, by w 2008 roku powrócić do ojczyzny i ponownie zostać zawodnikiem Mineros.

## Kariera reprezentacyjna
Luis Vallenilla jest wielokrotnym reprezentantem Wenezueli. W barwach kadry narodowej występował na Copa América 1997, Copa América 2001, Copa América 2004 i Copa América 2007.